# Mushki
Mushki var ett järnåldersfolk i Anatolien som omnämns i Assyriska men ej i hettitiska källor. Det är omdiskuterat vilka Mushki egentligen var. De har identifierats som det folk grekerna kallade Moschoi samt som den georgiska Meshkistammen. Titus Flavius Josephus som var en Judisk-romersk historiker på 100-talet f.Kr. identifierar dem med den bibliske Meshech. Assyriska källor benämner två grupper som Mushki, en under 1100–800-talet f.Kr. som en folkgrupp som kom från området vid Murat och Eufratflodens sammanflöde (östmushki) och en grupp på 700–600-talet f.Kr. som levde i Kappadokien och Kilikien (Västmushki). Huruvida östmushkierna var samma folkslag som västmushkierna är oklart då östmushkierna kan ha migrerat till Kilikien mellan 900- och 700-talet f.Kr. Det är okänt vilket språk Mushkierna talade och de har identifierats som talande av frygiska, armeniska, georgiska eller ett eget anatoliskt språk.

## Östmushki
Östmushki verkar ha flyttat in i Hatti på 1100-talet f.Kr. och därmed fullgjort det Hettitiska-rikets fall tillsammans med olika sjöfolk (stora delar av det Hettitiska riket hade redan erövrats av det Assyriska riket). De formade sedan ett kungadöme kring Milid i Kappadokien. Huruvida mushkierna invaderade hettiterna från öst eller väst har diskuterats. En teori är att de kom från det armeniska höglandet medan andra teorier menar att de kom från området kring Troja i och med den frygiska invandringen eller från Makedonien under den brygiska invandringen.
Östmushkierna försökte tillsammans med Urumu-folket och Kaska-folket invadera det mellan-assyriska imperiets anatoliska provinser, Alzi och Puruhuzzi, på 1160-talet f.Kr. men de besegrades och kuvades av Ashur-Dan I. 1115 f.Kr. invaderade Tiglath-Pileser I Milid och erövrade området och Östmushkierna blev därmed del av det Assyriska imperiet.
Östmushkierna verkar ha använt sig av transkaukasiskt krukmakeri. Denna stil tros ha uppstått i södra Kaukasus och spreds sedan västerut över Anatolien. Det har spekulerats att detta krukmakeri tyder på att östmushkierna kom just österifrån, från Kaukasusbergen.

## Västmushki
På 700-talet f.Kr. hade provinsen Tabal blivit den mest inflytelserika av de nyassyriska vasallkungadömena. De beslutade sig för att göra sig självständiga och ingick en allians med Karkemish och Mushkifolket vars kung på den tiden var Mita. Alliansen besegrades av Sargon av Assyrien som erövrade Karkemish och drev tillbaka Mita till hans egen provins. Kung Hulli ersattes av sin son Ambaris av Tabal som efter fredsavtalet fick gifta sig med en Assyrisk prinsessa och han fick även provinsen Hilakku till sitt rike så länge som han styrde under assyrisk dominans. 713 f.Kr. avsattes han dock och Tabal blev en assyrisk provins.
709 f.Kr. omtalas Mushki igen, nu som en assyrisk allierad. Sargon benämner Mita som en vän. Detta då Mita tillfångatagit och lämnat över Urikki (konung av Que) till Assyrierna. Urikki tillfångatogs då han reste igenom Mitas rike för att förhandla en anti-assyrisk allians med Urartu. Efter detta nämns inte mushkierna igen.
Enligt assyriska militära underrättelserapporter som återfunnits i Nineveh invaderade Kimmererna Urartu 714 f.Kr.. De plundrade området och vände sedan väster ut och följde kusten vid svarta havet till Sinope för att sedan vända söderut och bege sig in i Tabal. 705 f.Kr. mötte de den Assyriska armén i centrala Anatolien och assyriernas konung Sargon II stupade i slaget. Även om de egentligen inte var del av det Assyriska riket finns teorier om att mushkierna under Mita deltog i kampanjen mot kimmererna och att de efter Sargons död tvingades fly till västra Anatolien och att Mita och hans folk därmed försvinner ur assyriska källor men att han istället dyker upp i grekiska källor som kung Midas av frygierna. 
På 600-talet f.Kr. beskriver kung Rusas II av Urartu att han genomfört en kampanj mot "Mushki-ni" i väst, han allierar sig sedan med dem mot assyrierna.